# Museo Comcaác (Bahía de Kino)
El museo Comcaác es un espacio museográfico ubicado en la zona turística de Bahía de Kino, municipio de Hermosillo, Sonora. Se enfoca en el  reconocimiento y difusión de los antecedentes, organización política y social, idioma, demografía, hábitat, indumentaria, vivienda, artesanía y festividades del pueblo seri o comcaác. El museo fue inaugurado el 10 de septiembre de 1985, por el Decreto 272 que promulgó el entonces gobernador del Estado de Sonora, Samuel Ocaña Garcia[cita requerida].

## Salas de exhibición
El museo cuenta con una sala de exposición permanente, una sala para exposición temporal; una sala de usos múltiples, la cual lleva el nombre del director fundador del museo, Dr. Gastón Cano Ávila, y en el exterior del museo esta habilitado un espacio para ofrecer talleres de artesanía seri.
Todas las piezas que conforman la exposición permanente son originales, algunas muy antiguas y únicas, como las que pertenecen a las primeras figuras que los seris tallaron en madera de palo fierro, artesanía de la que fue precursor el seri José Astorga.